# Günter Beilstein
Günter Martin Beilstein (* 17. April 1936 in Mülheim an der Ruhr) ist ein ehemaliger deutscher Triathlet.

## Werdegang
Günter Beilstein wurde als Sohn des Gerichtsvollziehers Martin Beilstein und dessen Ehefrau Emmy, geb. Forstmann, geboren. Er besuchte die Volksschule in Łódź, wo seine Familie im Zweiten Weltkrieg lebte, in Gadernheim, in Duisburg-Hamborn und in Mülheim an der Ruhr sowie das Städtische Gymnasium in Mülheim an der Ruhr und das Mercator-Gymnasium in Duisburg.  Im Sommersemester 1955 studierte er Chemie an der Philipps-Universität Marburg, ab dem Wintersemester 1955/56 an der Universität Wien und ab dem Sommersemester 1957 an der Johannes Gutenberg-Universität Mainz. 

### Sport
Beilstein war 1966 Mitbegründer, Trainer und erster Vorsitzender der Schwimmabteilung des TSV Bayer Dormagen 1920 e. V. Beilstein ist siebenfacher Triathlon-Amateurweltmeister seiner Altersklasse auf der olympischen Distanz (1998, 2001, 2002, 2005–2008). 
Den letzten WM-Titel gewann 2016 er in der Altersklasse 78–84. Weiter hat er in mehr als 100 Wettkämpfen weltweit mehrfach deutsche Meister- und Europameistertitel gewonnen.
Beilstein startet für TSV Bayer Dormagen und ist dort als Mitglied des Vorstandes zuständig für die Römer Therme (ehemals Bayer-Bad). Er nimmt auch an Schwimmwettkämpfen teil.

## Veröffentlichungen
- Rudolf Bock und Günter Martin Beilstein: Die Verteilung der Tetraphenylarsoniumverbindungen anorganischer Anionen zwischen wäßrigen Lösungen und Chloroform. In: Fresenius Zeitschrift für analytische Chemie. Band 192, Nr. 1, 7. November 1962, S. 44–50, doi:10.1007/BF00465753
- Günter Martin Beilstein: Über die Bestimmung von Schwefel in Aluminium. Dissertation, Johannes Gutenberg-Universität zu Mainz, Naturwissenschaftliche Fakultät, 1964 (mit Lebenslauf auf S. 112)

## Sportliche Erfolge
| Datum/Jahr    | Rang | Wettbewerb                                                | Austragungsort | Zeit     | Bemerkung                                                  |
| ------------- | ---- | --------------------------------------------------------- | -------------- | -------- | ---------------------------------------------------------- |
| 24. Juni 2017 | 2    | ETU Sprint Distance Triathlon European Championship 80–84 | Düsseldorf     | 01:56:16 | Vize-Europameister auf der Sprintdistanz beim T3 Triathlon |
| 15. Sep. 2016 | 1    | ITU Sprint Triathlon World Championship 80–84             | Cozumel        | 01:35:13 | Triathlon-Weltmeister Altersklasse 80–84                   |
| 20. Juni 2014 | 1    | ETU Sprint Triathlon European Championship 75–79          | Kitzbühel      | 01:42:35 | Triathlon-Europameister Altersklasse 75–79                 |
| 9. Okt. 2005  | 2    | ITU Triathlon European Championship 76–69                 | Honolulu       | 02:27:08 | Triathlon-Vize-Weltmeister Altersklasse 65–69              |
| 9. Mai 2004   | 1    | ITU Triathlon World Championship 65–69                    | Madeira        | 02:35:54 | Triathlon-Weltmeister Altersklasse 65–69                   |